# 山形県道50号藤島由良線
山形県道50号藤島由良線（やまがたけんどう50ごう ふじしまゆらせん）は、山形県鶴岡市藤島から鶴岡市由良に至る県道（主要地方道）である。

## 概要
山形県鶴岡市の北部を東西に横断する延長約23kmの路線。東は鶴岡市藤島から庄内平野を西へ向かい、西は加茂 - 油戸 - 由良の各港を結ぶ日本海の海岸線沿いの道路となる。経路の途中、鶴岡市馬町から同市加茂までの区間は、山形県道38号酒田鶴岡線と国道112号との重用となる。

### 路線データ
- 延長：28.3 km
  - 起点：山形県鶴岡市藤島藤の花（国道345号交点）
  - 終点：山形県鶴岡市由良字由良沢（由良交差点、国道7号交点）

## 歴史
- 1993年（平成5年）5月11日 - 建設省から、県道藤島由良線が藤島由良線として主要地方道に指定される[1]。

## 路線状況

### 重複区間
- 山形県道44号余目温海線（鶴岡市藤の花 - 鶴岡市藤島）
- 山形県道333号鶴岡広野線（東田川郡三川町 - 鶴岡市文下）
- 山形県道38号酒田鶴岡線（鶴岡市馬町 - 鶴岡市大山2丁目）
- 国道112号（鶴岡市友江町 - 鶴岡市加茂）

## 地理

### 通過する自治体
- 鶴岡市
- 東田川郡三川町
- 鶴岡市

### 交差する道路
- 国道345号（鶴岡市藤島）
- 山形県道44号余目温海線（鶴岡市藤島）
- 山形県道333号鶴岡広野線（東田川郡三川町 - 鶴岡市文下）
- 国道7号三川バイパス（鶴岡市中京田）※現道は立体交差により、接続はされていない。
- 山形県道332号面野山鶴岡線（鶴岡市豊田）
- 山形県道38号酒田鶴岡線（鶴岡市馬町）
- 国道112号（鶴岡市加茂）
- 国道7号（鶴岡市由良）

### 沿線
- 法眼寺（鶴岡市藤島村東）
- JR藤島駅（鶴岡市藤島）
- 三川町立横山小学校（東田川郡三川町横山）
- 加茂港（山形県鶴岡市加茂）
- 山形県立加茂水産高等学校（鶴岡市加茂）
- 鶴岡市立加茂水族館（鶴岡市今泉）
- 油戸漁港（鶴岡市油戸）
- 由良温泉（鶴岡市由良）
- 由良漁港（鶴岡市由良）